# Beeselse Schans

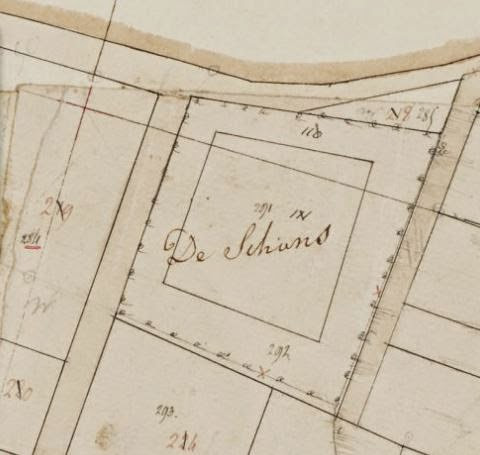
Beeselse Schans op het kadastraal minuutplan van 1811-1832

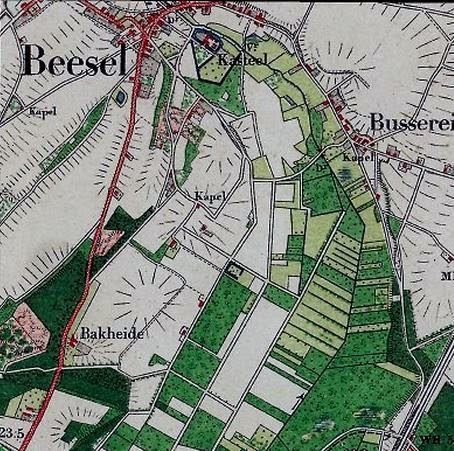
Beeselse Schans op de topografisch militaire kaart van 1896

De Beeselse Schans of Beeselschans was een boerenschans bij Beesel in de Nederlandse gemeente Beesel. De schans lag ten zuidoosten van het dorp bij buurtschap Bussereind direct ten zuiden van de Schansweg.

## Geschiedenis
Het jaar waarin de schans precies aangelegd werd is niet bekend. In 1639-1640 werd de schans voor het eerst vermeld in de rekeningen als Item aen Peter Quijten betaelt van verterde kosten van wegen die tummerluy ende voerluyden die dat holt hebben ghevaeren aen die schans. Item aen Merten Smeits van verdienden loen van iserwerck aen die schans.
In 1661 werd in Beesel de kapelanie opgericht en waren de pachtopbrengsten van de schans bestemd voor de kapelaan: lerstelick de Schans, rentende iaerlixs veertien gl: 6 st., edoch mits dese conditie, dat so wanneer kriegh oft oorlogh (:'t welck Godt voorhoede wil:) in sulcken val sij daerop wederom sullen moegen timmeren en woonen.
Omstreeks 1781 werd de schans afgebeeld op de kaart van landmeter Smabers. Op een kaart van 1783 is ze nog zichtbaar met wallen en grachten. Op 9 februari 1790 werd de schans met een openbare verkoop verkocht. Rond 1800 werd de Schansweg verlengd tot aan de straat Bakheide. In de eerste helft van de 20e eeuw werden de wallen geslecht en de grachten gedempt.
In 1985 vond er archeologisch onderzoek plaats en in 1986 werd de schans gedeeltelijk opgegraven.

## Constructie
De schans had een vierkant plattegrond en lag midden tussen de moerassen. Oorspronkelijk had de schans een brug over de gracht maar die werd al snel vervangen door een dam van rivierzand en Maaskeien. De grachten werden gevoed met water uit de Huilbeek.